# Рамбергсваллен
Рамбергсваллен (швед. Rambergsvallen) — колишній багатофункціональний стадіон у шведському місті Гетеборг, домашня арена футбольного клубу «Геккен». Збудований у 1953 році та неодноразово реконструйований (найбільших змін зазнав у 1979 та 1983 роках). Мав потужність 7 000 глядачів. Арена розміщувалася на острові Гісінген.

## Історія
Стадіон було збудовано муніципальною владою та відкрито 18 серпня 1935 року. Існують відомості, що у 1956 році його місткість становила 5 000 глядацьких місць. Окрім футбольного поля та бігових доріжок у 1958 році на території комплексу було зведено льодовий майданчик та спортивно-оздоровчий комплекс Гісінгена. Після здійснення наступних двох етапів перебудови стадіон конструктивно набув сучасного вигляду: у 1979 році було добудовано північну галерею, а у 1983 зведена головна трибуна. Станом на початок 2013 року місткість стадіону становила 7 000 місць, 3 000 з яких було облаштовано індивідуальними пластиковими сидіннями. Штучний підігрів на стадіоні був відсутній.
Рамбергсваллен є домашньою ареною для футбольних клубів «Геккен» та «Лундбю». Втім, жодній з цих команд стадіон не належить і клуби змушені арендувати його у миніципальної влади. Рекорд відвідуваності стадіону під час футбольних матчів було встановлено 10 квітня 2000 року під час гри між «Геккеном» та «Гетеборгом». За цим поєдинком спостерігали 8 379 глядачів. Як легкоатлетичний майданчик стадіон використовувало переважно спортивне товариство «Квілле» та різноманітні міські школи, що арендують стадіон для проведення спортивних днів та інших заходів, присвячених фізичній культурі.
У квітні 2010 року муніципалітет Гетеборга вирішив провести масштабну реконструкцію арени, перетворивши Рамбергсваллен на сучасну футбольну арену місткістю 7000 глядачів із штучним покриттям, що відповідає усім нормам, встановленим Шведським футбольним союзом для команд, що змагаються у Аллсвенскан. В процесі реконструкції з інфраструктури стадіону мали б повністю зникнути усі легкоатлетичні сектори та бігові доріжки. У 2013 році в бюджеті Гетеборга закладено 13 мільйонів крон на здійснення перебудови стадіону.
У 2013 році арену було закрито, а 2014 року — демонтовано. На її місці споруджено новий стадіон «Бравіда Арена».